# Jānis Bojārs
Jānis Bojārs (12 maggio 1956 – 5 giugno 2018) è stato un pesista sovietico, vincitore di 2 titoli europei indoor (1983, 1984) e un bronzo ai mondiali indoor di Parigi nel 1985.

## Palmarès
| Anno | Manifestazione  | Sede     | Evento         | Risultato | Prestazione | Note |
| ---- | --------------- | -------- | -------------- | --------- | ----------- | ---- |
| 1982 | Europei         | Atene    | Getto del peso | Argento   | 20,81 m     |      |
| 1983 | Europei indoor  | Budapest | Getto del peso | Oro       | 20,56 m     |      |
| 1983 | Mondiali        | Helsinki | Getto del peso | 5º        | 20,32 m     |      |
| 1984 | Europei indoor  | Göteborg | Getto del peso | Oro       | 20,84 m     |      |
| 1985 | Europei indoor  | Il Pireo | Getto del peso | 4º        | 20,03 m     |      |
| 1985 | Mondiali indoor | Parigi   | Getto del peso | Bronzo    | 19,94 m     |      |
| 1986 | Europei indoor  | Madrid   | Getto del peso | 4º        | 20,09 m     |      |